# ファイヤープロレスリングZ
『ファイヤープロレスリングZ』は、2003年に株式会社スパイクより販売されたPlayStation 2用ソフト。

## 概要
ドリームキャスト版のファイヤープロレスリングDのシステムをほぼ踏襲したが、インターネットを利用したネットワークモードは収録されなかった。
ファイヤープロレスリングDで収録されたリング下からの調達凶器での攻撃が大・中・小の使い分けが可能になった（「ファイプロD」では上から振り下ろす大攻撃のみだったが本作では小さく突く小攻撃と横に振りなぎ払う中攻撃が追加された）。
PlayStation版ファイヤープロレスリングG以来の「ストーリーモード」を収録。

### 補足
『ファイヤープロレスリングZ 闘辞苑 同梱BOX』という商品名で初回限定版が販売された。
この初回限定BOXの内容は以下の通り。
- ゲームディスク
- 携帯ストラップ
- 栓抜き（ゲーム内の「凶器攻撃」に使われている片手で持てる棒状の物体は栓抜きであるとのこと。）
- 小冊子『闘辞苑』

小冊子の内容は、それまでのファイプロシリーズの作品別収録選手データベースと、歴代の制作スタッフが集まっての座談会など。
座談会では過去のファイプロシリーズの開発秘話やヒューマン時代のよもやま話などが語られた。
本作のパッケージには「ありがとうファイプロ、さようならファイプロ」と書かれファイプロシリーズ最終作を匂わせた。しかし過去にも幾度かシリーズの終焉を匂わせるもその都度撤回している所からユーザーからはプロレス的引退と同義と解釈されていて、実際に2005年に「ファイプロ・リターンズ」が発売されやはり引退宣言は撤回されている。

## ゲーム内容

### モード
- ワンナイトマッチ
- ワンナイトトーナメント
- オープンリーグ
- イリミネーションマッチ
- バトルロイヤル
- ヴィクトリーロード
- タイトルマッチ
- エディットモード
- ストーリーモード
- セーブ・ロード

### ストーリーモード
本作のストーリーモードは、ゲーム内に登場する6人のレスラーの人生を追体験する物である。ただしプレイヤーの選択によってはゲーム内の史実設定と異なるパラレルワールドのようなストーリーに進む場合もある。

#### シナリオ
- 氷川光秀

グレート司馬が設立した団体OJPに入門。ほどなくメキシコに修行に出るが、司馬より覆面レスラーへの変身の命を受け帰国。日本に戻ってジュニアヘビー戦線で活躍も氷川はさらなる高みを目指し「打倒トミー・ボンバー」を掲げヘビー級転向を決意する。
- 俊藤剣

あまり深い考えを持たずライトな気持ちでビクトリー武蔵が設立した団体VJPに入門。天性の素質と甘いマスクでベビーフェイスとして人気を得る。しかし修行先の海外では極悪ヒール「ザ・グレイテスト・武道」としての評価が上がり、2つの顔を使い分けながらプロレス道を爆進してゆく。
- クラッシャー旗本

VJPに入門。格闘技（柔道）のバックボーンがあり同期の俊藤、河野より先にデビューするなど団体の期待が高かった。プロボクサー「ジミー・ホーク」との異種格闘技戦に敗れスランプに陥りかけるがリマッチで勝利を奪い復活。その後VJPとRYUとの団体抗争時RYUのエース「サンダー龍」と対峙することとなる。
- バイオレンス河野

VJPの同期入門の俊藤、旗本のような格闘技の経験もなく、「不良上がりのハンパ者」を売りにしていたが正統派レスラーとして成長。VJPのプロレスの祭典「V1」の第1回大会でまさかの優勝を果たし、第2回、第4回大会も優勝するも周囲の注目は依然として同期の2人に向いていた。地味な正統派のイメージを打破するため「黒（武闘派）への転身」を決意する。
- 沖田勝志 （隠しシナリオ）

OJPのジュニア選手として活躍していたが膝を負傷、引退勧告を受け一旦はそれを受け入れOJPを退団・引退。しかし沖田はプロレスへの情熱を抑えきれず引退を撤回し復帰、自ら新団体IWを旗揚げ。邪道を掲げ独自のプロレス道を開拓してゆくこととなる。
- 柏田一樹 （隠しシナリオ）

2029年の柏田は自らの過去を振り返っていた。プロレスの強さを証明する為、未知の強豪格闘家に挑むなど波乱万丈の選手生活が柏田の前に立ちはだかった。そして若き日の柏田はUWHインテグラルに入門。安藤障二、湊陽光のどちらを師事するか大いに悩んでいた。

#### シナリオの分差
シナリオの分差は、要所の選択肢、試合内容の評価、特定の試合の勝敗が査定に使われる。
隠しシナリオの解放は、デフォルトの4人のシナリオをそれぞれ1回ずつ読み終える（エンディングの種類は問わない）と沖田編が、沖田編を読み終えると柏田編が解放される。

## スタッフ
- ゲーム製作スタッフ 
  - ディレクター：小林高志
  - 企画：田村季章 (S-NEO)、小林高志
  - メインプログラム：田中芳秋
  - ゲームロジックプログラム：愛甲剛 (S-NEO)
  - ストーリーモードプログラム：諏訪明久
  - インフォメーションプログラム：小笠原悠一、田辺哲也 (S-NEO)、小澤武彦 (S-NEO)、中本進一 (S-NEO)
  - オーサリングプログラム：米田晃人 (S-NEO)
  - 3Dグラフィック：真籠洋一
  - 技アニメーション監修：田村季章 (S-NEO)
  - 技アニメーション：渡川和久 (S-NEO)、大谷篤志 (S-NEO)、木村一人 (S-NEO)
  - レスラーグラフィック：門間毅、大谷篤志 (S-NEO)、木村一人 (S-NEO)、米澤宏之 (S-NEO)、太田大吾 (S-NEO)、佐藤永、佐藤一人、駒ヶ峯雄
  - ストーリーモードグラフィック：米澤宏之、佐藤一人、遠藤浩昭、佐東里香、立崎孝史、飯島章嘉
  - インフォメーションデザイン：渡部久巳彦、門間毅、嶺井暁 (S-NEO)
  - ストーリーモードシナリオ：佐藤正隆、小林高志、沢村光彦、James h.woan
- サウンドスタッフ 
  - 効果音：高野朋之、冨樫由起子、水元陽子
  - 作曲：和田貴史、甲賀崇、水元陽子、南雲北斗、亀山健志
  - ギタリスト：木村友彰
  - 声優コーディネイト：伊藤公志
  - レスラーボイス：井上忠大、河本邦弘、酒井敬幸、宮島史年、渡辺恭介、藤川由紀子、悠渚佳代、尼子真理、Briab Uhl、Kurt Common、Michael Naishtut
- マネージメントスタッフ 
  - スーパーバイザー：田島弘喜、露崎尊幸
  - マネージメントサポート：金子剛、飯塚康弘
  - プロデューサー：木村眞紀、藤田政行
  - ゼネラルプロデューサー：櫻井光俊
  - エグゼクティブプロデューサー：昇龍

## 関連書籍
The PlayStation2 BOOKS『ファイヤープロレスリングZ 公式コンプリートガイド レスラー名鑑』2003年、ソフトバンクパブリッシング ISBN 4-7973-2446-5